# Olivier Royant
Olivier Royant (16 de julho de 1962 – 30 de dezembro de 2020) foi um jornalista francês. Ele dirigiu a revista semanal Paris Match.

## Biografia
Royant estudou na Sciences Po e na Columbia University, onde obteve um MBA. Iniciou a sua carreira jornalística na Rádio Gilda. Começou a trabalhar para a Paris Match em 1985, onde se tornou repórter e correspondente nos Estados Unidos. Ele tornou-se Editor-Chefe Adjunto em 1996 e Director Executivo em 24 de julho de 2006, após a saída de Alain Genestar.
A sua esposa, Delphine Royant, era editora da Vogue Paris. Olivier Royant morreu após longa doença em 31 de dezembro de 2020, aos 58 anos.